# Động đất Lorca 2011
Động đất Lorca 2011 (tiếng Tây Ban Nha: Terremoto de Lorca de 2011) là trận động đất mạnh 5.1 MW làm rung chuyển thị trấn Lorca ở vùng đông nam Tây Ban Nha. Trận động đất có độ sâu khoảng hơn 1 km (0.6 mi). Tổng cộng, trong trận động đất, đã có chín người chết và 293 người khác bị thương, trong đó có rất nhiều người thương nặng. Đây được coi là trận động đất tồi tệ nhất trong suốt năm thập kỉ qua ở Tây Ban Nha.